# Championnat des Maldives de football
Le championnat des Maldives de football (Dhivehi League) est une compétition placée sous l'égide de la fédération des Maldives de football.

## Histoire
Le championnat existe depuis 1983 et a connu plusieurs formats. Depuis la saison 2017, la compétition est scindée en deux phases :
- lors de la première phase, les équipes de Malé et celles des autres atolls disputent une compétition régionale afin de déterminer huit clubs qualifiés : quatre de Malé et quatre des autres régions des Maldives
- lors de la phase nationale, les huit qualifiés sont regroupés au sein d'une poule unique où ils s'affrontent en matchs aller et retour.

Le champion des Maldives se qualifie pour la phase de groupes de la Coupe de l'AFC.

## Palmarès
- 1983 : Club Valencia
- 1984 : Club Valencia
- 1985 : Club Valencia
- 1986 : Victory SC
- 1987 : New Radiant
- 1988 : Victory SC
- 1989 : Club Lagoons
- 1990 : New Radiant
- 1991 : New Radiant
- 1992 : Victory SC
- 1993 : Victory SC
- 1994 : Club Valencia
- 1995 : New Radiant
- 1996 : Club Lagoons
- 1997 : New Radiant 2-1 Hurriyya SC
- 1998 : Club Valencia 1-1 2-0  Victory SC
- 1999 : Club Valencia 2-1 Hurriyya SC
- 2000 : Victory SC
- 2001 : Victory SC 2-1 Club Valencia
- 2002 : Victory SC 4-2 Club Valencia
- 2003 : Victory SC 2-1 Club Valencia
- 2004 : New Radiant 1-1 Club Valencia [ap, 6-5 t.a.b.]
- 2005 : Victory SC 1-0 New Radiant
- 2006 : Victory SC 0-0 Club Valencia [ap, 3-1 t.a.b.]
- 2007 : New Radiant 3-1 Victory SC
- 2008 : Club Valencia 3-2 Victory SC
- 2009 : Victory SC 2-1 VB Sports
- 2010 : VB Sports 5-2 Victory SC
- 2011 : Victory SC 2-1 New Radiant
- 2012 : New Radiant 0-0 Victory SC [ap, 2-1 t.a.b.]
- 2013 : New Radiant
- 2014 : New Radiant
- 2015 : New Radiant
- 2016 : Maziya SRC
- 2017 : New Radiant
- 2018 : TC Sports Club
- 2019-2020 : Maziya SRC
- 2020-2021 : Maziya SRC
- 2022 : Maziya SRC
- 2023 : Maziya SRC

## Bilan par club
| No. | Club           | Nombre de titres | Années des titres                                                      |
| --- | -------------- | ---------------- | ---------------------------------------------------------------------- |
| 1   | Victory SC     | 12               | 1986, 1988, 1992, 1993, 2000, 2001, 2002, 2003, 2005, 2006, 2009, 2011 |
| 1   | New Radiant    | 12               | 1987, 1990, 1991, 1995, 1997, 2004, 2007, 2012, 2013, 2014, 2015, 2017 |
| 3   | Club Valencia  | 7                | 1983, 1984, 1985, 1994, 1998, 1999, 2008                               |
| 4   | Maziya SRC     | 5                | 2016, 2020, 2021, 2022, 2023                                           |
| 5   | Club Lagoons   | 2                | 1989, 1996                                                             |
| 6   | VB Sports      | 1                | 2010                                                                   |
| 6   | TC Sports Club | 1                | 2018                                                                   |